# Casarsa della Delizia
Casarsa della Delizia (em friulano Cjasarse) é uma comuna italiana da região do Friuli-Venezia Giulia, província de Pordenone, com cerca de 8.308 habitantes. Estende-se por uma área de 20,4 km², tendo uma densidade populacional de 415 hab/km². Faz fronteira com Arzene, Fiume Veneto, San Vito al Tagliamento, Valvasone, Zoppola.

## Demografia
| Variação demográfica do município entre 1861 e 2011                               |
|                                                                                   |
| Fonte: Istituto Nazionale di Statistica (ISTAT) - Elaboração gráfica da Wikipedia |